# Codophila
Genre
Codophila est un genre d'insectes hétéroptères, des punaises de la famille des Pentatomidae. L'espèce Codophila varia est assez difficile à distinguer des Carpocoris.

## Espèces rencontrées en Europe
- Codophila varia (Fabricius, 1787)

## Autres espèces
- Codophila (Antheminia) remota (Horvath, 1907)
- Codophila (Antheminia) sulcata (Van Duzee, 1918)